# Samir Karahasanovic
Samir Karahasanovic (* 2. November 1982 in Zvornik, SFR Jugoslawien) ist ein deutscher Fußballspieler.

## Karriere
Karahasanovic begann seine Karriere beim SC Pfullendorf. Für die erste Mannschaft sollte er in fünf Jahren jedoch nur einmal in der Regionalliga zum Einsatz kommen. Zur Saison 2006/07 wechselte er zum sechstklassigen FV Ravensburg. Zur Saison 2007/08 wechselte er weiter nach Österreich zum Regionalligisten FC Dornbirn 1913. In den folgenden zwei Spielzeiten kam er zu 54 Einsätzen in der Westliga, in denen er acht Tore erzielte. Am Ende der Saison 2008/09 stieg er mit den Vorarlbergern in die zweite Liga auf. Sein Zweitligadebüt gab er dann am ersten Spieltag der folgenden Spielzeit gegen den SKN St. Pölten. Dies sollte jedoch sein einziger Zweitligaeinsatz für Dornbirn bleiben, in weiterer Folge spielte er nur noch für die Amateure in der fünfthöchsten Spielklasse.
Im Januar 2010 wechselte der Offensivspieler zum Regionalligisten FC Blau-Weiß Feldkirch. Für Feldkirch kam er zu elf Einsätzen in der Regionalliga, aus der er mit dem Klub zu Saisonende jedoch abstieg. Daraufhin schloss er sich zur Saison 2010/11 dem Regionalligisten SC Bregenz an. Für die Bregenzer absolvierte er in zwei Jahren 58 Partien in der Westliga, in denen er siebenmal traf. Zur Saison 2012/13 wechselte Karahasanovic zum viertklassigen FC Höchst. Mit Höchst schaffte er zu Saisonende den Aufstieg in die Regionalliga. Am Ende der Saison 2014/15 stieg er mit dem Verein wieder zurück in die vierte Liga ab. Insgesamt absolvierte der Deutsche in Höchst 58 Partien in der Westliga und 50 in der Vorarlbergliga.
Zur Saison 2016/17 verließ er Österreich nach neun Jahren und wechselte in die Schweiz zum Fünftligisten FC St. Margrethen. Mit St. Margrethen stieg er zu Saisonende jedoch aus der 2. Liga interregional ab. Nach drei Jahren in der Schweiz kehrte er zur Saison 2019/20 nach Österreich zurück und schloss sich dem viertklassigen SC Admira Dornbirn an. Mit der Admira stieg er 2021 in die Eliteliga Vorarlberg auf.